# Neukum (Marskrater)
Der Krater Neukum befindet sich  in der Region Noachis Terra auf dem Mars. Er misst etwa 102 km im Durchmesser und wurde nach Gerhard Neukum benannt.